# Fléchettes
Pour les articles homonymes, voir Fléchette (homonymie).
Cet article possède un paronyme, voir Fréchette.
 (janvier 2024).
Si vous disposez d'ouvrages ou d'articles de référence ou si vous connaissez des sites web de qualité traitant du thème abordé ici, merci de compléter l'article en donnant les références utiles à sa vérifiabilité et en les liant à la section « Notes et références ».

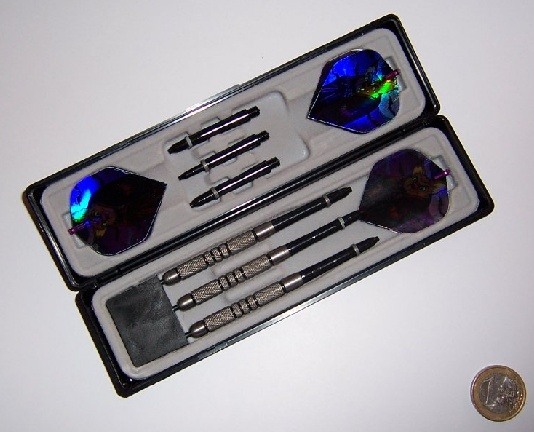
Un jeu de trois fléchettes professionnelles.

Une cible.

Les fléchettes sont un jeu comme le tir à l’arc qui consiste à jeter des projectiles munis d'une pointe sur une cible.

## Matériel de jeu

### Cible
La cible est divisée en 20 secteurs :
- les secteurs 1 à 20, qui présentent un angle de 18 degrés (360 degrés/20) ;
- la bulle, au centre de la cible.

Ces secteurs sont eux-mêmes divisés en différentes parties plus ou moins grandes :
- les simples : les simples sont les deux parties les plus grandes d'un secteur (une touche dans un simple compte une fois) ;
- les doubles : le double est la partie extérieure d'un secteur (une touche dans un double compte deux fois) ;
- les triples : le triple est la partie centrale - dite intérieure - d'un secteur (une touche dans un triple compte trois fois) ;
- la bulle extérieure (une touche dans la bulle extérieure compte, selon les jeux, pour un but ou 25 ou 50 points) ;
- la bulle intérieure (une touche dans la bulle intérieure compte, selon les jeux, pour un ou deux buts ou 50 points).

Différentes couleurs sont utilisées pour marquer les différences de valeur. Généralement :
- les simples sont alternativement noires et blanches ;
- les doubles et les triples sont alternativement vertes et rouges ;
- la bulle extérieure est verte ou noire ;
- la bulle intérieure est rouge.

Les dimensions de la cible peuvent légèrement varier, cependant la cible officielle pour les compétitions mondiales est définie par la World Darts Federation et doit respecter les normes standards suivantes :
- largeur intérieure des doubles et des triples : 8 mm ;
- diamètre du centre (bulle) : 12,7 mm ;
- diamètre du demi-centre (demi-bulle) : 31,8 mm ;
- rayon du cercle extérieur de la couronne des doubles : 170 mm ;
- rayon du cercle extérieur de la couronne des triples : 107,4 mm ;
- diamètre total de la cible : 451 mm ;
- épaisseur des fils : minimum 1,6 mm - maximum 1,8 mm.

### Pas de tir
- La cible doit être suspendue de manière que le centre se trouve à 1,73 mètre (68 pouces exactement, soit 172,72 cm) au-dessus du sol ;
- Une ligne au sol sert à définir la distance de lancer. Celle-ci est à 2,37 mètres de la verticale de la face avant de la cible, sur cible traditionnelle et anglaise, et à 2,44 mètres sur cible américaine ;
- La distance entre le pas de tir et le centre de la cible (hypoténuse) est donc de 2,93 mètres (cible traditionnelle et anglaise).

### Fléchettes

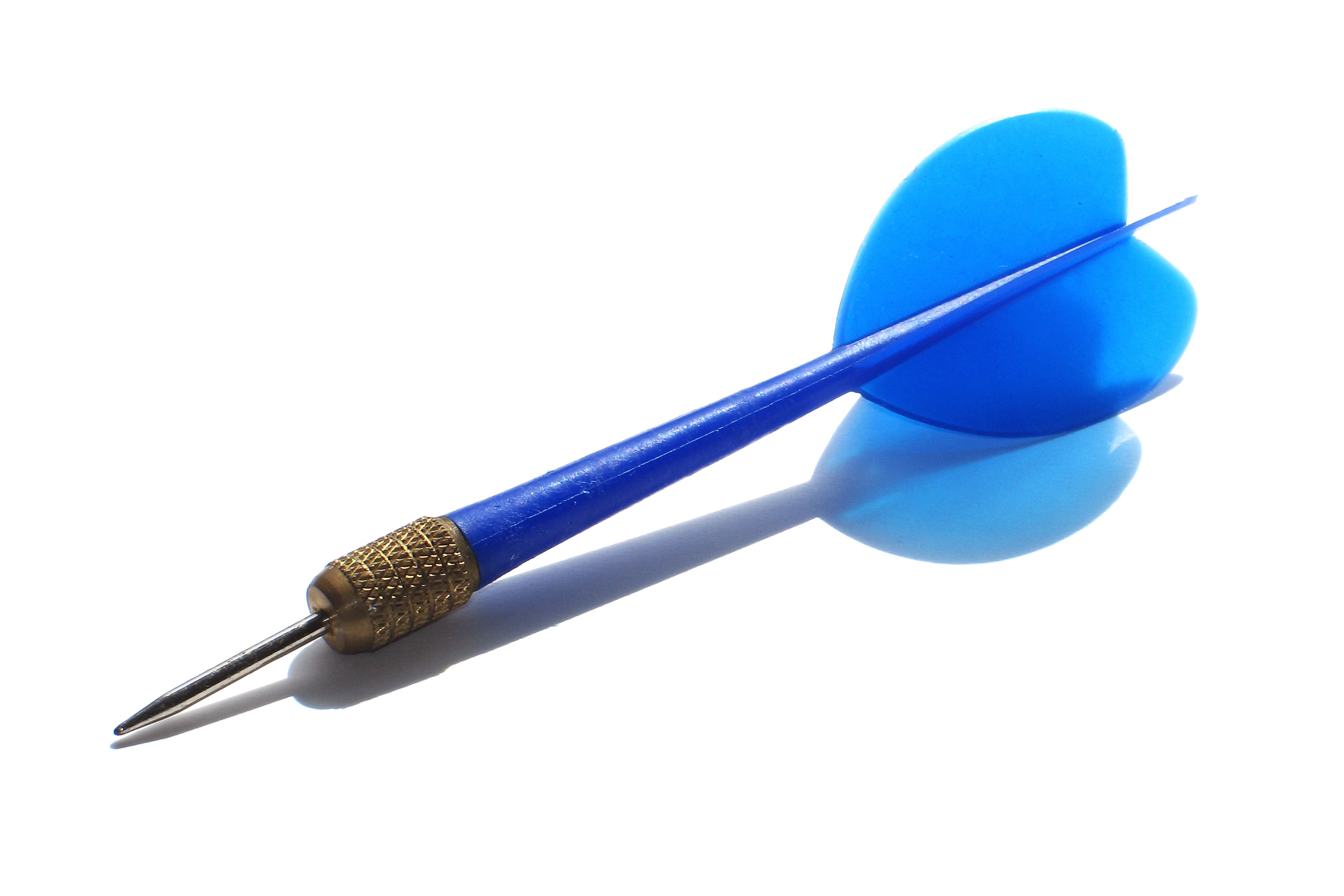
Une fléchette simple en plastique

Leur longueur ne doit pas dépasser 20 cm du bout de la pointe à l'extrémité de l'empennage. Leur largeur ne doit pas dépasser 3,38 cm, et ne pas avoir plus de quatre ailes. La masse de la fléchette complète ne doit pas dépasser 50 grammes.
Les fléchettes ne doivent pas avoir de pointe cassée ou coupée. Toute contestation concernant la masse des fléchettes doit avoir lieu avant ou pendant le match; elle n'est plus permise après ce dernier. En cas de non-respect des normes énoncées, cela entraînera la perte de toutes les manches jouées. Le joueur pourra reprendre son match où il l'a stoppé avec des fléchettes aux normes.

### Vocabulaire
- Darts : traduction de « fléchettes » en anglais ;
- Darten : traduction de « fléchettes » en néerlandais de Belgique ;
- Bull's Eye : centre de la cible ;
- Volée ou jet : ensemble de trois fléchettes jetées successivement sur la cible ;
- 180 : plus haute volée réalisable (3 triples 20) ;
- Refus : fléchette qui tape la cible sans se planter ;
- Finish : score d'un joueur à partir duquel il peut conclure la manche en cours ;
- Minus : synonyme de double 1 (ou double as) ;
- Top : synonyme de double 20 (secteur le plus en hauteur) ;
- Perfect : faire le 301 en six flèches ou le 501 en neuf flèches ;
- 170 Finish : meilleur finish possible ; triple 20 + triple 20 + bull's eye.

## Règles officielles

Scores de chacune des zones.

Tout comme avec un jeu de cartes, il est possible de jouer à plusieurs jeux différents. Cela évite une certaine lassitude qui pourrait s'installer et permet aux différents joueurs de se mesurer sur des variantes souvent amusantes. Cependant, il existe des règles officielles adoptées dans tous les tournois. En France, la pratique est régie par Fédération française de darts et dans le monde par la World Darts Federation. Il existe aussi une fédération dissidente (professionnelle) : la Professional Darts Corporation.

### 501 double out
Chaque joueur débute avec un capital de 501 points. On lance alors une volée de trois fléchettes (ou moins), on additionne le score de ces dernières et soustrait le résultat à son capital pour arriver le premier à zéro exactement (sans dépasser). Pour arriver à zéro on doit impérativement lancer sa dernière fléchette de la manche dans un secteur « double » ou dans le double centre (terme double out du nom de la règle). Si l'on dépasse zéro toute la volée en cours est annulée. Par exemple, un joueur au capital de 24 doit, pour finir la manche, envoyer une fléchette dans le « double 12 ». Il peut également effectuer d'autres combinaisons tant qu'il termine avec un double (il peut ainsi faire, dans l'exemple précité, un simple dans une zone à 4 points et un double dans une zone à 10 points). S'il dépasse zéro, on dit qu'il « casse » et son capital de 24 points reste alors inchangé. Il n'est plus possible de gagner la manche si l'on arrive à 1.
Un match se joue en deux ou trois manches gagnantes, voire davantage pour les finales. En plus des joueurs, la partie se déroule avec un "scoreur" (personne qui s'occupe de compter les manches).
Une partie de 501 se termine au minimum en 3 volées (9 fléchettes en tout), et est alors appelée nine-darter. Elle peut se réaliser par exemple comme suit :
- première volée : 3 triples vingt ;
- deuxième volée : 3 triples vingt ;
- troisième volée : triple vingt, triple dix-neuf, double douze.

### 301 double out
La règle du 301 est la même que celle du 501 à la différence que les joueurs débutent la partie avec un score de 301 au lieu de 501. Afin de terminer la partie, les joueurs doivent également lancer leur dernière flèche dans un double.

## Autres jeux non officiels
En général, les tournois de fléchettes se jouent en 501 double out, mais il existe d'autres variantes, auxquelles on peut jouer pour s'amuser entre amis ou pour s'entraîner.

### Départements
Le jeu des départements consiste à scorer les numéros des départements en 3 fléchettes (31 pour la Haute Garonne par exemple).
Chaque joueur devra à son tour annoncer le nom d'un département et son numéro. Il devra alors faire le score correspondant en 3 fléchettes. Le premier joueur qui arrive à couvrir l'ensemble des départements de sa région gagne.
Ce jeu est donc un jeu d'adresse mais aussi un jeu de culture générale.
Ce jeu est applicable en France métropolitaine mais présente un désavantage pour les habitants des DOM-TOM et pour l'Île-de-France.

### Horloge
Il s'agit d'un exercice d'entraînement. Le but du jeu est de mettre, dans l'ordre, une fléchette dans chaque segment de la cible. On commence par viser le 1, quand on a réussi, on passe au 2 et ainsi de suite jusqu'au 20. On termine habituellement avec le rond central (zone comptant pour 50 points pour la bulle et 25 pour la demi bulle). On recommence ensuite avec les doubles et enfin les triples pour corser le jeu. Le vainqueur est celui qui finit en premier tous les segments.
La poursuite est une variante de l'horloge (ici il ne s'agit pas d'entrainement mais d'un jeu entre amis) : le but du jeu est le même il faut mettre dans l'ordre une fléchette dans chaque segment de la cible de 1 à 20, chaque joueur utilise 3 fléchettes, les centres (25 et 50) ne comptent pas, par contre les doubles et les triples comptent et permettent de passer directement aux n° suivant +2 ou +3 (par exemple si vous êtes au 4 ⇒ vous touchez "double 4" ce qui permet d’accéder au 6 directement, et de même le "triple 4" permet d’accéder au 7). Lorsqu'un joueur arrive à toucher le N° visé avec sa dernière fléchette il peut reprendre ses 3 fléchettes et passer au n° suivant et ainsi de suite (Exemple si vous êtes au 12 ⇒ votre première fléchette touche le 9, la seconde le 5, la troisième le 12 simple, vous reprenez vos 3 fléchettes et vous pouvez viser le 13…).
Aucune notion de points, le premier qui arrive au 20 (simple, double ou triple) a gagné.
Variante habituelle demi bulle et bulleye pour finir sauf que le 57 (triple 19) donne accès au bulleye

### Bâtard
Le jeu se déroule sur 10 volées de 3 fléchettes, chacun son tour. La première fléchette de la volée ouvre le score, chaque point suivant doit être égal ou supérieur aux plus hauts points marqués précédemment. Si le score est inférieur, il est retranché. À chaque tour, on redéfinit le score à la première fléchette. À la fin de chaque volée on note le score de la volée. Le total général donne le résultat du match. Toute flèche en dehors d'une zone à point ou refus compte – 10 points.
Un exemple :
- première fléchette : double 12 ;
- deuxième fléchette : simple 20 ;
- troisième fléchette : triple 18 :

comptage : 24 – 20 + 54 = 58 points.
Les scores négatifs sont également pris en compte.
Un exemple :
- première fléchette : simple 20 ;
- deuxième fléchette : simple 19 ;
- troisième fléchette : simple 19 :

comptage : 20 – 19 – 19 = –18 points.

### Shanghai
Encore un exercice d'entraînement, dans le style de l'horloge. Le but est de réussir dans un même tour le simple, le double et le triple d'une même valeur (un Shanghai). On commence avec le 1 et on passe au 2 dès le tour suivant, que l'on ait réussi ou pas. Le vainqueur est celui qui réussit un Shanghai. La partie se limite à 7 jets de fléchettes.

### Cricket
C'est un jeu plus convivial pour jouer entre amis. Le but est de réussir à faire trois 15, trois 16, trois 17, trois 18, trois 19, trois 20 et trois bulles. On note au fur et à mesure sur une feuille de papier. Un double compte pour 2 et un triple compte pour trois. Le vainqueur est celui qui a « fermé » en premier toutes ses valeurs.
Il existe une variante avec points : lorsqu'un joueur a fermé une valeur avant son adversaire, toute nouvelle fléchette qu'il place dans cette valeur lui rapporte le nombre de points correspondant. Le jeu s'arrête quand un joueur a fermé l'ensemble des valeurs et le vainqueur est le joueur ayant le plus gros score.

#### Cut throat cricket ou coupe-gorge
La différence est que lorsqu'un joueur marque des points dans une valeur, ils sont attribués à tous ses adversaires qui n'ont pas fermé cette valeur. Le vainqueur est le premier joueur qui ferme tout et qui a le score le plus petit (ou égal à celui d'un adversaire). Cette variante a surtout un intérêt à partir de trois joueurs.

#### Cricket spécial
La différence est que lorsqu'un joueur marque des points dans une valeur, ils sont retirés à tous ses adversaires qui n'ont pas fermé cette valeur. Il n’y a pas de comptage de points. Le joueur doit absolument marquer dans une des 7 zones (20, 19, 18, 17, 16, 15 et bull); dans le cas contraire, il perd un dans son plus gros score effectué. Le vainqueur est le premier joueur qui ferme tout.

#### Le lanceur et le coureur
Une variété différente reflétant davantage les règles du cricket : le coureur doit inscrire des runs (en marquant des points au-dessus de 30 ; e.g. un 36 vaut 6 points, un 180 en vaut 150, etc.), qu'il accumule au fur et à mesure, jusqu'à ce qu'il ait été guicheté dix fois par le lanceur (un ring compte pour un, un bull pour deux). Les rôles s'inversent et le gagnant est celui avec le plus de runs.

### Count up
Le principe est simple : on fixe un nombre de tours (par exemple 10). Le but est de faire le plus de points possible en ce nombre de tours.

### Capital
Le principe du jeu est le suivant : à un ou plusieurs joueurs, il y a 15 objectifs à chaque partie, qui se joue en une seule volée > le capital ; le 20; le côte à côte ; le 19 ; la suite ; le 18 ; la couleur ; le 17 ; le double ; le 16 ; le triple ; le 15 ; le 57 ; le 14 et le centre. Le gagnant est celui qui à la fin de la partie a le score le plus élevé.
Le jeu commence avec un score de départ (le capital) exp : 45. les objectifs numérotés de 20 à 15 représentent les segments présents sur la cible, l'objectif c'est qu'avec 3 flèches une au minimum doit être dans le segment indiqué (que cela soit un simple, un double ou un triple). Lorsque cela est effectué, on calcule la somme des points faits dans le segment et on la rajoute au score de départ. Ainsi de suite, à chaque nouvel objectif il faut réussir. Exp : 2 flèches dans le 20 en simple donc 20+20+45= 85!
Attention : Si le joueur n'a pas réussi à placer une flèche dans le segment demandé, son score de départ se retrouve divisé par 2. Exp : 45/2=22.5 soit 23. Lorsque le nombre obtenu par la division est décimal, on arrondit au nombre supérieur.
Dans le capital, on retrouve aussi d'autres objectifs particuliers que sont le côte à côte ; la suite ; la couleur ; le double ; le triple ; le 57 et le centre. Voici les explications :
Côte à Côte > Il faut que les 3 flèches se plantent dans des segments voisins les uns des autres. Si cela est accompli, on additionne le total des segments touchés. Exp : Si la première flèche trouve le segment 20 ; le joueur a le choix de faire le côte à côte suivant = 12.5.20 ; 5.20.1 ; 20.1.18 (sachant que s'il y a des doubles et/ou triples, cela compte au résultat). S'il y a un écart trop grand, l'objectif est raté, et le score du joueur se retrouve divisé par 2.
La suite > Il faut que les 3 flèches se plantent dans des segments dont les nombres se suivent. Exp : Si la première flèche se plante dans le 16, le joueur a les possibilités suivantes = 14.15.16 ; 15.16.17 ; 16.17.18 (sachant que s'il y a des doubles et/ou triples, cela compte au résultat). S'il y a un écart trop grand, l'objectif est raté et le score du joueur se retrouve divisé par 2 ; mais si c'est réussi, on additionne le résultat pour le rajouter au score du joueur.
La couleur > Sur la cible on retrouve 4 couleurs différentes : le noir, le blanc, le rouge et le vert. L'objectif est simple en soi, il faut que les flèches se plantent dans la cible chacune dans une couleur différente. Si 2 flèches sont dans une couleur identique, c'est raté et le score du joueur est divisé par 2 mais si c'est réussi, on additionne le résultat pour le rajouter au score du joueur.
Le double et le triple > La règle est la même que pour les segments de nombres 20 à 14, il faut réussir à mettre l'une de ses flèches dans un double/triple. Si réussite, on additionne le résultat, si échec, on divise le score.
Le 57 est un objectif particulier : il faut dans un minimum d'une flèche ou un maximum de 3 flèches faire un score de 57 points. Si c'est un échec, le score est divisé par 2. Si c'est réussi, on rajoute 57 points au score.
Le centre > C'est la dernière partie du jeu, il faut réussir à mettre l'une de ses flèches dans le centre de la cible. La demi-bulle est comprise dans le centre. Si c'est raté le score est divisé par 2, si réussi on additionne le total obtenu et on le rajoute au score du joueur.

### Foot
Pour deux joueurs, le but de ce jeu est de marquer un nombre de buts définis. Chaque joueur doit faire au moins une demi bull pour être attaquant puis un double pour marquer. S'il réussit à être attaquant sans faire de double ensuite, il reste attaquant tant que l'adversaire ne reprend pas le ballon (réussit une demi bull).
Variante ligue 2 (ou "Footballdarts") : au début de la partie, chaque joueur choisit ses cages en lançant une seule fois de la mauvaise main. Le but est constitué d'une zone entière chiffrée (ce qui exclut le bull et demi-bull)

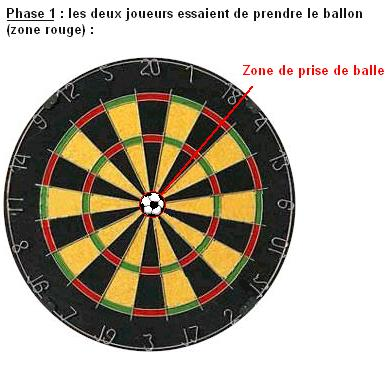
Phase 1 : prise de balle

Phase 1 : chaque joueur, à tour de rôle, tente de prendre le ballon en tirant une de ses trois fléchettes dans le bull ou le demi-bull. Les buts définis dans la phase précédente n'ont aucun effet durant la phase 1.

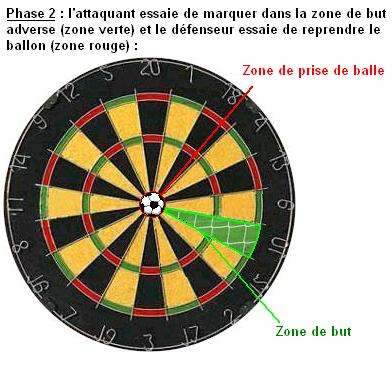
Phase 2 : attaque et reprise de balle

Phase 2 : Lorsque le joueur a le ballon, il peut alors immédiatement tenter de marquer dans les cages adverses : par exemple s'il parvient à viser le bull ou demi-bull avec sa première fléchette il peut tirer ses deux autres fléchettes vers le but adverse. Il restera attaquant jusqu'à ce qu'il marque ou que l'adversaire reprenne le ballon. Le défenseur tente de reprendre le ballon en tirant ses fléchettes dans le bull ou le demi-bull. La zone de but de l'attaquant n'a aucun effet durant cette phase.

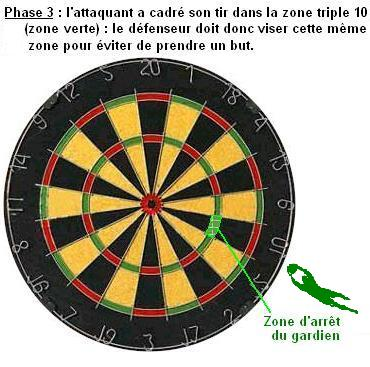
Phase 3 : défense

Phase 3 : Pour un tir "cadré" dans les buts adverses, l'adversaire doit arrêter ce tir en visant exactement la même case avec une seule fléchette. S'il y parvient, il devient alors automatiquement attaquant (phase 2). Sinon le but est marqué et on engage à nouveau la partie : c'est le joueur qui a pris le dernier but qui engage en tant qu'attaquant et tente donc de viser le but adverse. L'adversaire tente lui de reprendre le ballon en visant le bull ou le demi-bull. La partie s'arrête au bout de 3 buts.

### Enculette ou vache
Ce jeu se déroule sur les bases du cricket à quelques exceptions près :
- tous les joueurs commencent par le 20, ensuite le 19, puis le 18 etc.
- tant que tous les joueurs n'ont pas fermé le numéro en cours, il est interdit de changer de chiffre.
- si un joueur se trompe de numéro, il aura une pénalité d'autant de tours que de fausses touches.

Exemple :
- joueur 1 fait un triple 20, il continue dans le 20 tant que Joueur 2 n'a pas fermé le 20 ;
- joueur 2 vise le 20 mais touche un double 18 : il a donc deux flèches de pénalité pendant lesquels il ne jouera pas.

Les pénalités ne s'appliquent qu'aux numéros qui n'ont pas encore été fermés. Par exemple, si le joueur vise le 17 et touche le 19, aucune pénalité, puisque logiquement, le 19 a déjà été fermé quelques tours auparavant.
Le vainqueur est celui qui ferme le premier.

### Happy mille
Le jeu du happy mille consiste à obtenir 100 points en visant le plus près du centre. Chaque joueur lance 3 fléchettes à la suite. Les 3 fléchettes les plus proches du centre remportent dans l'ordre 20, 10 et 5 points.
En cas d'égalité entre deux fléchettes ou plus, les joueurs concernés se départagent en lançant une fléchette au centre. L'ordre des joueurs est déterminé par le précédent lancé: le joueur ayant obtenu le moins de points lancera le premier. Le joueur le plus proche du centre lancera en dernier.
Lorsqu'un joueur arrive à 100 points ou plus, il lui suffit de placer une dernière fléchette le plus près du centre. Il doit donc réaliser 20 points une dernière fois.
Un exemple :
Premier tour :
- joueur A, fléchette la plus proche du centre : 20 points ;
- joueur B, deuxième fléchette la plus proche : 10 points ;
- joueur A, troisième fléchette la plus proche : 5 points.

Le joueur A obtient 25 points et le joueur B 10 points. Le joueur A ayant la fléchette la plus proche du centre, il tirera donc au prochain tour en dernier, le joueur B en premier.
Dernier tour (joueur A: 100 points, joueur B: 90 points) :
- joueur A, fléchette la plus proche du centre : 20 points ;
- joueur A, deuxième fléchette la plus proche : 10 points ;
- joueur B, troisième fléchette la plus proche : 5 points.

Le joueur A détient la fléchette la plus proche du centre tout en ayant déjà réalisé 100 points, le joueur A remporte la partie.

### Killer
Ce jeu se pratique à plusieurs, l'idéal étant de jouer à quatre joueurs minimum. Le but de ce jeu est de rester le dernier joueur en vie. Chaque joueur commence par lancer une fléchette de sa mauvaise main pour définir son numéro personnel. Celui-ci est unique : deux joueurs ne peuvent avoir le même numéro.
Chaque joueur possède au début 0 point et la première partie du jeu consiste tout d'abord à marquer trois points en touchant son numéro personnel, un double comptant deux points et un triple trois points (une variante existe où seuls les doubles comptent, et valent 1 point) . Une fois les trois points atteints, le joueur est maintenant considéré comme killer. Son but est de faire diminuer les points des autres joueurs en visant leur numéro.
Les règles concernant les points sont :
- un joueur ayant un score négatif est considéré comme mort ;
- un killer ayant perdu un point perd son statut et doit viser son numéro à nouveau.

La partie se termine lorsqu'il n'y a plus qu'un joueur en vie si et seulement s'il a annoncé pour éliminer.

### Rugby
Le jeu se déroule sur un terrain incluant les trois segments du haut (5, 20, 1) et du bas (19, 3, 17) ainsi que la case centrale (composée du ring & bull, représentant le milieu de terrain). Au cours de la partie le joueur en possession se déplace à la main d'une seule case à la fois, y compris celles en diagonale et de la zone triple (symbolisant le rideau défensif adverse ou la ligne des 22 m) pour enfin atteindre une case avoisinante de la zone double (symbolisant l'en-but adverse)... le joueur sans possession tentera de lui subtiliser le ballon en visant la case où il se situe.

#### Coup d'envoi
- s'effectue d'un seul jet, en projetant le ballon le plus loin possible dans le camp adverse, que l'autre joueur tente ensuite de récupérer en atteignant à son tour sa case d'atterrissage

#### Touche
- s'obtient soit lorsque l'adversaire a atteint une case avoisinante située en dehors du terrain, soit lorsqu'un joueur derrière ses 22 m atteint une case adjacente du terrain et jusqu'à deux rangs vers l'avant (sans compter ni les deux zones triple ni la case centrale)
- se remporte en atteignant la moitié interne du segment latéral (11 ou 6) ; le joueur n'ayant pas l'introduction n'a d'autre choix que d'atteindre la case triple (afin de chipper la balle à l'adversaire)

#### Mêlée
- s'obtient lorsque l'adversaire a commis un en-avant, i.e. a avancé tout droit de deux cases au lieu d'une (généralement ayant raté la case triple)
- se remporte en atteignant la zone du milieu (ring & bull) ; le joueur n'ayant pas l'introduction n'a d'autre choix que d'atteindre le bull

#### Chandelle
- s'effectue par un joueur situé juste derrière le rideau défensif adverse, en visant la case centrale ; s'il la rate il cède le ballon à l'adversaire, s'il réussit il franchit le rideau (s'il atteint le bull il bénéficie en plus de trois coups supplémentaires, réussissant alors une échappée)

#### Pénalité
- s'obtient lorsque l'adversaire a été plaqué au sol et empêché de libérer la balle (soit en atteignant la case d'une des deux zones triples sur laquelle se trouvait l'adversaire, soit en atteignant le bullseye si l'adversaire se trouvait en milieu de terrain)
- se réalise soit en visant la case centrale de la zone double adverse (à condition d'être situé dans le camp adverse), soit en jouant à la main ou bien (afin d'obtenir une touche) en visant une case adjacente du terrain et jusqu'à deux rangs vers l'avant

#### Drop
- se réalise (à condition d'être situé dans le camp adverse) en visant de nouveau sa propre case puis la case centrale de la zone double adverse

#### Essai
- se marque en atteignant une case avoisinante située dans la zone double adverse

#### Transformation
- se réalise en atteignant la case centrale de la zone double adverse

## Fléchettes électroniques
- Le format de la cible doit être américain, centre de 40 mm.
- La fléchette doit être pourvue d’une pointe nylon. La longueur de la fléchette ne doit pas excéder 20 cm du bout de la pointe à l’extrémité de l’empennage. La largeur de l’empennage ne doit pas dépasser 3,38 cm, et ne pas avoir plus de quatre ailes à leur empennage.

Le poids de la fléchette complète ne doit pas dépasser 18 grammes. Les fléchettes ne doivent pas avoir de pointes cassées ou coupées. Le non-respect des normes énoncées entraînera la perte de toutes les manches jouées. Le joueur pourra reprendre son match là où il a été stoppé, avec des fléchettes aux normes. Toute contestation concernant le poids des fléchettes doit avoir lieu avant ou pendant le match, elle ne sera pas permise après le match.
Les matchs de championnat se déroulent sur 19 parties : 301 double out, 501 double out et cricket.

## Règles du jeu officiel

### 301 ou 501
1. Le bull's eye complète de 40 mm compte pour un double 25, soit 50.
2. Les joueurs commencent avec un score de 301 ou 501. Chaque fléchette lancée réduit le score. Le premier qui atteint le zéro gagne la manche.
3. La manche se joue sur 4 tableaux : 1 et 3 pour la première équipe (ou doublette), 2 et 4 pour la deuxième équipe (ou doublette). Le joueur ne peut finir son 301 ou 501 que si le score de son partenaire est inférieur ou égal au total des scores de ses adversaires, ainsi l’équipe (ou doublette) à laquelle il appartient remportera cette manche. Si le total des scores de ses adversaires est inférieur à celui de son partenaire et que le joueur termine la manche, la manche est perdue. Si la fléchette marque trop de points (le joueur casse ou bust), le tour du joueur est terminé et le score est le même qu'au début du tour.
4. Chaque joueur lance au maximum 3 fléchettes par tour.
5. Il n'y a pas d'obligation de lancer ses 3 fléchettes à chaque tour. Un joueur peut passer son tour ou lancer moins de 3 fléchettes.
6. La machine est réglée en 10 tours pour le 301 et en 15 tours pour 501.

### Cricket
L'objectif est de fermer tous les numéros suivants : 20, 19, 18, 17, 16, 15 et la bulle. L'ordre n'a pas d'importance. Un numéro est fermé si on atteint : 3 fois en simple, 1 fois en triple, 1 fois en double et 1 fois en simple. Les lancers supplémentaires sur un numéro fermé seront comptés de la valeur du numéro (x2 ou x3) si l'adversaire n'a pas fermé le numéro.
La manche se joue sur 2 tableaux, 2 joueurs sur le tableau 1 et 2 joueurs sur le tableau 2. La machine est réglée à 20 tours maximums. Au cas où les deux équipes n'arrivent pas à fermer avant le 20e tour, c'est la machine qui désignera le vainqueur. En cas d'égalité au 20e tour, il faudra refaire la manche.
La bulle centrale de 40 mm est divisée en deux parties : La 1/2 bulle compte 25 points ou 1 marque. La bulle centrale de 15 mm compte 50 points ou 2 marques.
Comment noter les marques du cricket sur la feuille de match : 1 lancer de 3 fléchettes = 1 Tour. Au cricket, vous jouez sur deux tableaux. TAB : Tableau sur lequel l'équipe doit jouer. POS : l'ordre dans lequel les joueurs doivent se positionner et lire leurs statistiques personnelles. Par exemple : TAB 1, POS 3 : Le joueur doit jouer sur le tableau numéro 1 et jouera en 3e position, ensuite il lira les statistiques sur le tableau numéro 3. La moyenne indiquée sur un tableau est la moyenne du nombre de marques par tour.

### Tour du monde
L'objectif est de planter une fléchette dans chaque numéro de la cible, dans un ordre croissant en commençant par le 1 et en finissant par le 20. Pour plus de difficultés, il est également possible d'ajouter un passage obligatoire dans le 25 (bull) puis le 50 (bull's eye). L'ordre est primordial dans ce jeu, il n'est pas possible de valider un numéro si le précédent n'a pas lui aussi été validé.
Pour simplifier le jeu ou s'entraîner, il est également possible de faire le tour de la cible, en suivant le sens des aiguilles d'une montre. Cette variante est parfois appelée l'horloge de ce fait.

## Classement mondial BDO
| Ordre | Joueur           | Pays           | Points |
| ----- | ---------------- | -------------- | ------ |
| 1     | Glen Durrant     | Angleterre     | 442    |
| 2     | Martin Adams     | Angleterre     | 358    |
| 3     | Jeffrey de Graaf | Pays-Bas       | 306    |
| 4     | Jamie Hugues     | Angleterre     | 301    |
| 5     | Darryl Fitton    | Angleterre     | 298    |
| 6     | Wesley Harms     | Pays-Bas       | 294    |
| 7     | Scott Waites     | Angleterre     | 287    |
| 8     | Scott Mitchell   | Angleterre     | 285    |
| 9     | Geert de Vos     | Belgique       | 280    |
| 10    | Jim Williams     | Pays de Galles | 276    |

## Compétitions

### Championnat de France
Les compétitions ont lieu dans toute la France, sous forme de championnat inter-bars avec différents groupes classés selon leurs niveaux et le lieu géographique (ex : le championnat regroupe 30 équipes, réparties en 3 groupes de 10, le quota de l'opérateur sera d'envoyer 50 % de ses équipes, soit les 5 premiers de chaque groupe partiront au championnat de France).
Ces championnats ont un but de qualifier, selon le quota d'inscrit dans chaque opérateur, des équipes (4 à 5 joueurs) et doublettes (2 à 3 joueurs) au championnat de France à La Rochelle qui se déroule la deuxième semaine de juin chaque année depuis 1997.

### Championnat du monde
Il existe deux championnats du monde l'un organisé par le British Darts Organisation (BDO), l'autre organisé par la Professional Darts Corporation (PDC). En individuel masculin l'Anglais Eric Bristow a remporté cinq fois le titre BDO (1980, 1981, 1984, 1985 et 1986), l'Anglais Phil Taylor a remporté 14 fois le titre PDC (1995 à 2002, 2004 à 2006, 2009, 2010, 2013). En individuel féminin l'Anglaise Trina Gulliver a remporté le titre BDO dix fois (2001 à 2007, 2010, 2011 et 2016). L'autre championnat du monde, organisé par la Professional Darts Corporation est commun aux deux sexes, l'anglaise Fallon Sherrock devenant en 2019 la première joueuse de fléchette professionnelle à battre un homme dans les compétitions pour le titre,.
Thibault Tricole est le joueur français le plus performant en championnat du monde. Il a notamment atteint en 2022 la finale du premier championnat organisé par la World Darts Federation (WDF) qui a remplacé l'épreuve de la BDO arrêté en 2020.

### World Masters
Le World Masters est organisé conjointement par la British Darts Organisation et la World Darts Federation. En individuel masculin l'Anglais Eric Bristow a remporté cinq fois la compétition (1977, 1979, 1981, 1983, 1984), en individuel féminin l'Anglaise Trina Gulliver a remporté cinq fois la compétition (2000, 2002 à 2005).